# مامبرايلا دي كاستريجون
بلدية مامبرايلا دي كاستريجون (بالإسبانية: Mambrilla de Castrejón)‏, هي إحدى بلديات مقاطعة برغش, التي تقع في منطقة قشتالة وليون, والتي تقع في شمال غرب إسبانيا.
يبلغ عدد سكانها 149 نسمة وفقاً لإحصائية سنة (2002).